# SN 2007cj
SN 2007cj – supernowa typu Ia odkryta 3 maja 2007 roku w galaktyce IC2531. W momencie odkrycia miała maksymalną jasność 15,90m.